# Голдстоун, Джеймс
Джеймс Голдстоун (англ. James Goldstone; 8 июня 1931, Лос-Анджелес, Калифорния — 5 ноября 1999[…], Шафтсбери, Вермонт) — американский кино- и телережиссёр, лауреат премии «Эмми» за лучшую режиссуру драматического телесериала.

## Ранние годы
Джеймс Голдстоун был сыном голливудского агента и телевизионного продюсера Жюля Голдстоуна.
Голдстоун получил степень бакалавра английского языка в Дартмутском колледже и степень магистра драмы в Беннингтонском колледже.

## Карьера
Джеймс Голдстоун был известен клиффхэнгерами, которые он использовал в пилотных эпизодах сериалов, среди которых был «Звёздный путь: Оригинальный сериал» («Куда не ступала нога человека», 1966).
В 1981 году получил премию «Эмми» за фильм «Кентский университет», посвящённый расстрелу в Кентском университете.
Также он был приглашённым профессором кино в Школе искусств Колумбийского университета и входил в консультативный совет по вопросам кино Дартмутского колледжа.

## Смерть
Джеймс Голдстоун умер от рака в своём доме в городе Шафтсбери, штат Вермонт, 5 ноября 1999 года.

## Избранная фильмография
Режиссёр
- Невеста в чёрном / The Bride in Black (1990)
- Телесериал-антология Диснея / Walt Disney anthology television series (1988)
- Мечты о золоте: История Мела Фишера / Dreams of Gold: The Mel Fisher Story (1986)
- И восходит солнце / The Sun Also Rises (1984)
- Рита Хейворт: Богиня любви / Rita Hayworth: The Love Goddess (1983)
- Кентский университет / Kent State (1981)
- Когда время уходит / When Time Ran Out (1980)
- Американские горки / Rollercoaster (1977)
- Головорез / Swashbuckler (1976)
- Паника / Cry Panic (1974)
- Они убивают только своих хозяев / They Only Kill Their Masters (1972)
- Банда, не умевшая стрелять / The Gang That Couldn’t Shoot Straight (1971)
- Небо багрово поутру / Red Sky at Morning (1971)
- Брат Джон / Brother John (1971)
- Победа / Winning (1969)
- Головоломка / Jigsaw (1968)
- Человек по имени Гэннон / A Man Called Gannon (1968)
- Тень над Элвероном / Shadow Over Elveron (1968)
- Боб Хоуп представляет театр Крайслер / Bob Hope Presents the Chrysler Theatre (1966—1967)
- Кодовое имя: Гераклит / Code Name: Heraclitus (1967)
- Звёздный путь: Оригинальный сериал / Star Trek: The Original Series (1966)
- Железный конь / Iron Horse (1966)
- Синий свет / Blue Light (1966)
- Хани Уэст / Honey West (1965)
- Закон Бёрка / Burke’s Law (1965)
- Перри Мейсон / Perry Mason (1965)
- Сыромятная плеть / Rawhide (1965)
- Путешествие на дно океана / Voyage to the Bottom of the Sea (1964—1965)
- Агенты А.Н.К.Л. / The Man from U.N.C.L.E. (1965)
- Кентукки Джонс / Kentucky Jones (1965)
- Беглец / The Fugitive (1964)
- За гранью возможного / The Outer Limits (1963—1964)
- Доктор Килдэр / Dr. Kildare (1964)
- Одиннадцатый час / The Eleventh Hour (1964)
- Путешествия Джейми МакФитерс / The Travels of Jaimie McPheeters (1964)
- Лейтенант / The Lieutenant (1964)
- Шоссе 66 / Route 66 (1963)
- Бриллиантовый король / King of Diamonds (1962)
- Это мужской мир / It’s a Man’s World (1962)
- Дни в Долине Смерти / Death Valley Days (1961—1962)
- Деннис-мучитель / Dennis the Menace (1961)
- Дело опасного Робина / The Case of the Dangerous Robin (1960—1961)
- Этот человек Доусон / This Man Dawson (1960)
- Территория Тумстон / Tombstone Territory (1960)
- Бэт Мастерсон / Bat Masterson (1960)
- Суд последней инстанции / The Court of Last Resort (1958)
- Дорожный патруль / Highway Patrol (1955)

Сценарист
- Железный конь / Iron Horse (1966—1968)
- Дело опасного Робина / The Case of the Dangerous Robin (1960—1961)
- Рейдеры Маккензи / Mackenzie’s Raiders (1958)
- Суд последней инстанции / The Court of Last Resort (1957—1958)